# Miraz (Narnia)
Miraz es un personaje de ficción de la serie de libros Las Crónicas de Narnia de C. S. Lewis. Es un destacado personaje del libro El príncipe Caspian y el tío del protagonista.
Es el falso rey de Narnia, tras haber matado a su propio hermano para asumir el trono. La relación entre Miraz y el hijo de su hermano (Caspian) es similar a la de Claudio y Hamlet en la obra de Shakespeare, Hamlet.

## Nombre
Como muchos caracteres del mundo de Narnia, hay etimología bastante sencilla del nombre. (La Torre de) Miraz está en el municipio de Friol en el Camino del Norte, la Etapa después de Baamonde, Provincia de Lugo, a 20 km de dicho pueblo.

## En la novela
Miraz vive con su sobrino y su esposa en el castillo, donde se revela que es el nuevo señor de Narnia. Sin embargo, su personalidad orgullosa, severa y estricta lo hacen tener un relación muy incómoda con su sobrino, con quien tuvo que vivir llegándolo a considerar casi como un hijo, debido a la incapacidad de él y de su esposa para concebir un hijo propio. Al enterarse de que la aya de Caspian le ha estado contando relatos a su sobrino de la "verdadera historia de Narnia" y sus antiguos gobernadores, Miraz expulsa cruelmente a la criatura y le manda un pequeño susto a Caspian: el doctor Cornelius. Sin embargo, las cosas empeoran cuando el noble Cornelius arriesga todo con tal de advertirle a Caspian su destino. Allí, Cornelius le revela a Caspian que Miraz usurpó el trono de Narnia deshaciéndose de todo obstáculo y asesinando a cada uno de sus familiares hasta que solo quedó Caspian, que no fue asesinado porque Miraz prefirió que Caspian se convirtiera en rey de Narnia a cualquier otro desconocido. A pesar de esto, Cornelius le dice que ahora que Prunaprismia ha dado a luz a un hijo varón está completamente seguro de que Caspian será el siguiente blanco. Así, Caspian escapa del castillo y se asienta con los antiguos narnianos. 
Posteriormente, Miraz tiene que hacerle frente a la dura situación en la que su sobrino lo ha puesto, ya que no tarda en enterarse de que Caspian llamó a los Pevensie y que juntos planean derrocarlo del trono. Más tarde, recibe un aviso de parte de Edmund, que le dice que Miraz debe enfrentarse a Peter en un combate a muerte por el trono de Narnia. Llega el duelo entre Miraz y Peter, en el que ambos se lastiman gravemente. Peter decide ser cortés con Miraz, pero sus seguidores lo matan y hacen que parezca una traición por parte de los narnianos.

## En la película
Miraz es un rey cruel e impopular que prohíbe la enseñanza de la historia pretelmarina de Narnia. Su esposa, Prunaprismia, no soporta al chico, y lo obliga a llamarse Príncipe Caspian. Las cosas toman un giro para peor cuando la reina da a luz a un hijo de forma inesperada. Entonces, Caspian se ve forzado a escapar del castillo de Miraz y unirse a los Antiguos Narnianos que viven escondidos. Empieza una guerra civil cuando Miraz y los telmarinos pelean contra Caspian y los Antiguos Narnianos. En algún lugar de ahí, Caspian usa el cuerno mágico de Susan para llamar a los Pevensie de nuevo a Narnia. Peter se bate en duelo y casi mata al rey Miraz, que es apuñalado por uno de sus consejeros (Lord Glozelle) y muere. Caspian toma su lugar como Rey de Narnia y, con la ayuda de Aslan, hace que las cosas vuelvan a la normalidad, como antes de que los telmarinos invadieran Narnia. Aslan le ofrece a los telmarinos la oportunidad de vivir en una isla solitaria de nuestro mundo, la Tierra, diciendo que quien aceptara la propuesta llevaría una buena vida, aunque no en Narnia.
Lewis nunca dice qué sucede con el hijo de Miraz y Prunaprismia, el primo de Caspian.

## Gente de Miraz
Miraz llegó con muchos de su raza y gente, quienes se convirtieron en sus seguidores, ejércitos y los restantes en los nuevos habitantes de Narnia. Sin embargo, los soldados, dirigidos por Glozelle, al ver como su rey “muere” (en realidad, Gozelle y otros dos súbditos lo matan) en el combate a muerte por Narnia, comienzan una batalla por la muerte de Miraz, enfrentamiento que acaba cuando estos se rinden al ser intimidados por los gigantes de Narnia. Más tarde, intentando acorralar a los narnianos, corren hacia un puente; pero cuando ven que el puente está desaparecido, todas las personas comienzan a envolverse en una atmósfera de terror y paranoia, hasta que Aslan viene en son de paz y los perdona. Por último, Aslan les ofrece la oportunidad de conquistar el antiguo hogar de sus antepasados (unas islas abandonadas).

## Raza
No se habla mucho de su raza, sin embargo, su apariencia delata prácticamente de que se puede tratar de españoles del siglo XV que de alguna manera lograron llegar a Narnia. 
Aslan también menciona que sus antepasados eran piratas extintos que encontraron unas islas abandonadas en el mundo de los seres humanos (islas a donde son enviados).
- Datos: Q3320009